# Kolej obwodowa w Warszawie

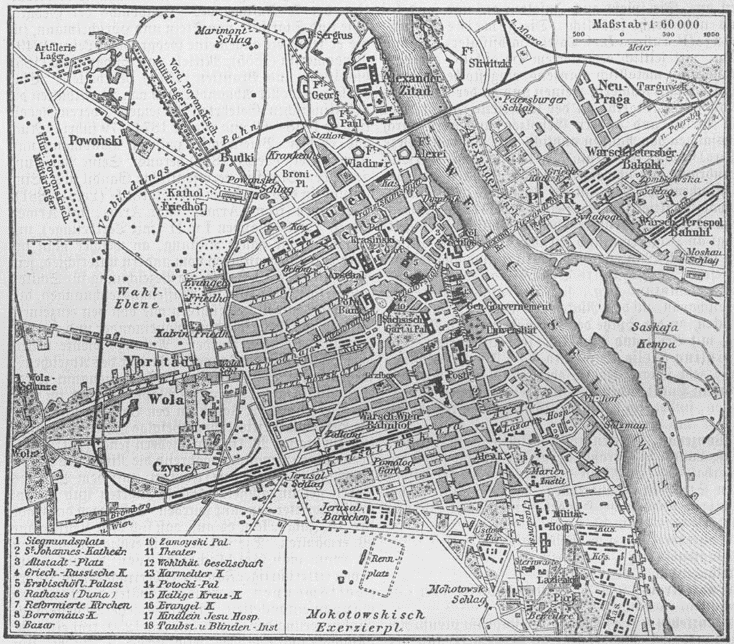
Trasa kolei widoczna w północnej części miasta na mapie z 1888 r.

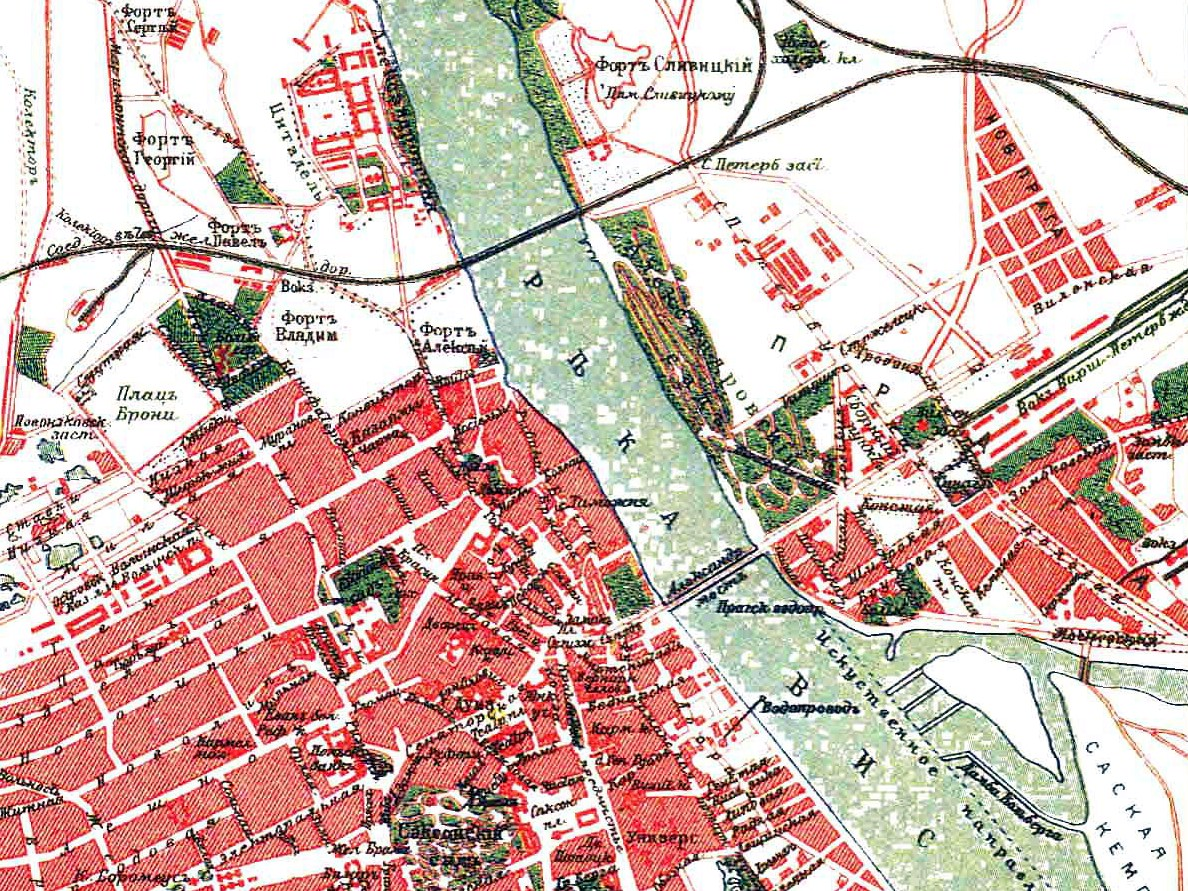
Most przy Cytadeli (u góry), jeszcze jako jeden z dwóch mostów Warszawy na Wiśle, na planie miasta z ok. 1900 r.

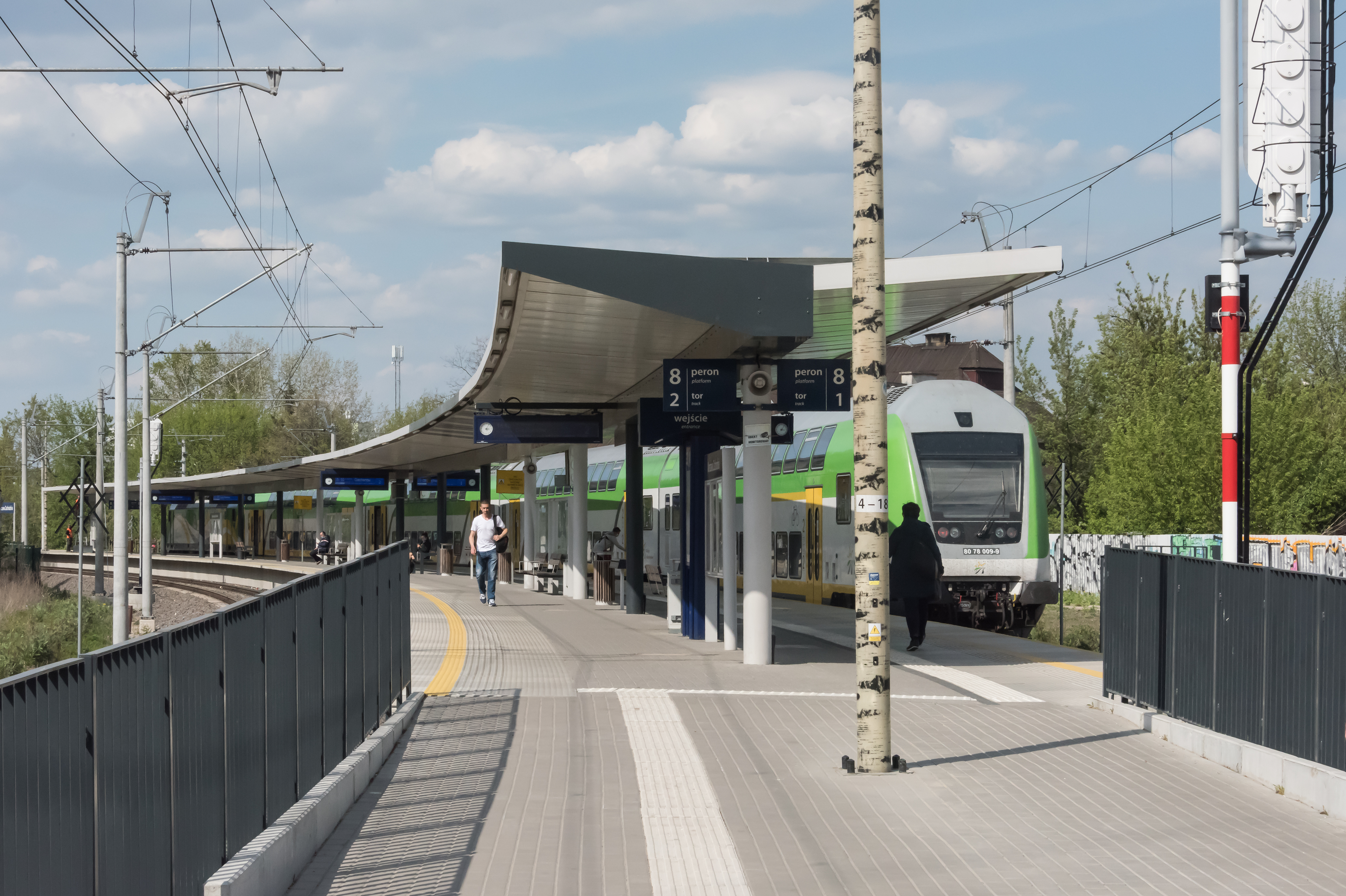
Peron 9 na stacji Warszawa Zachodnia

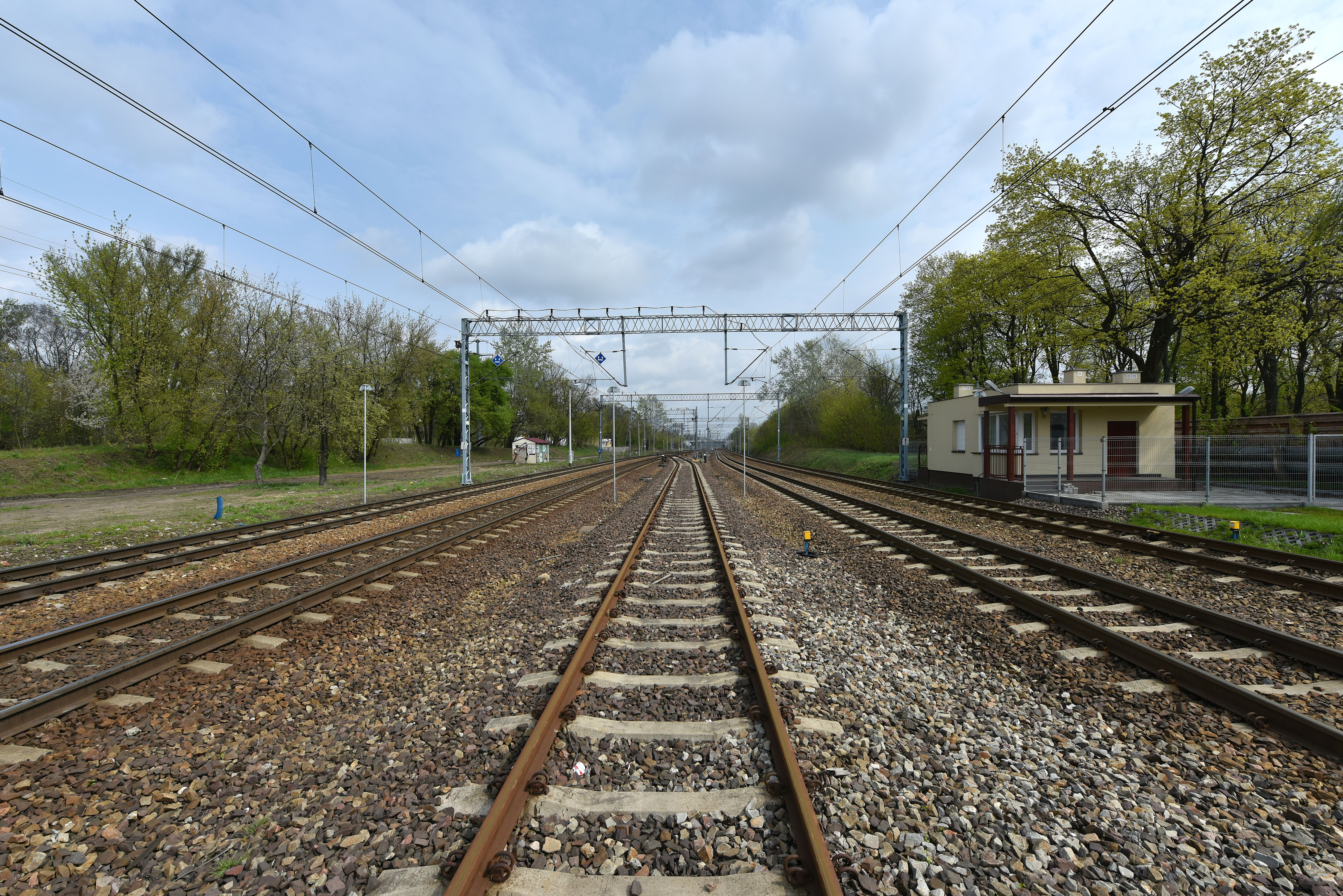
Linia kolei obwodowej widziana z ul. Kozielskiej

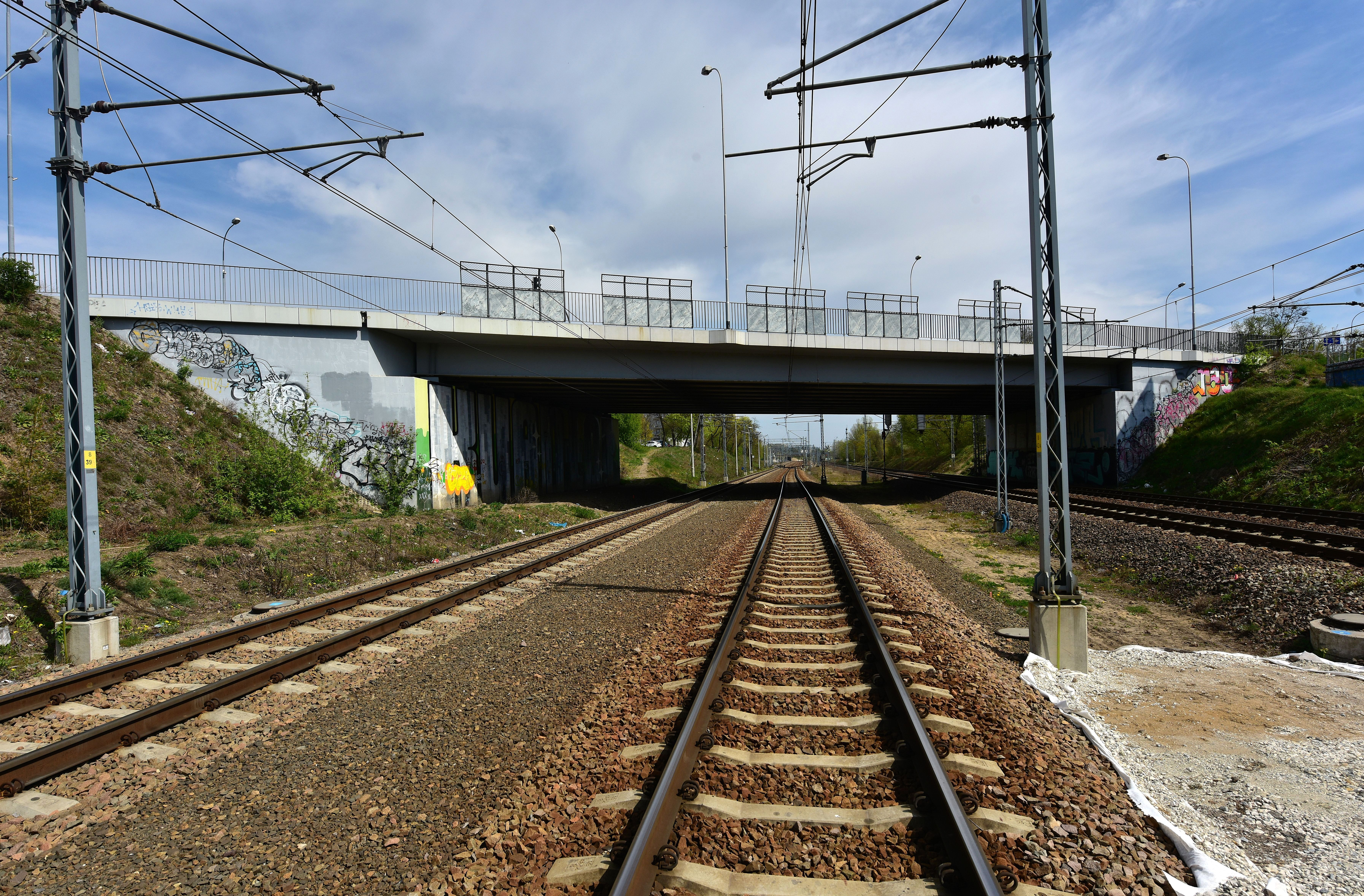
Wiadukt nad torami kolei obwodowej na ul. Powązkowskiej

Kolej obwodowa w Warszawie – linia kolejowa biegnąca od peronu 9. stacji Warszawa Zachodnia poprzez stacje Warszawa Wola, Warszawa Młynów, Warszawa Koło, Warszawa Powązki, Warszawa Gdańska i Warszawa Zoo. Powstała w roku 1876. W skład linii wchodzą linie kolejowe 20 i 509. 
Za pełną linię obwodową uważa się też dłuższą trasę, która za stacją Warszawa Zoo przebiega przez stacje: Warszawa Wschodnia, Warszawa Powiśle, Warszawa Stadion, Warszawa Śródmieście i Warszawa Zachodnia. Kolej obwodowa jest niedomknięta w obrębie stacji Warszawa Zachodnia – nie ma bezpośredniego połączenia pomiędzy torami peronu 9 a torami linii średnicowej. Za kolej obwodową w Warszawie można też uznać inną, oddaną do użytku 17 października 1951, trasę biegnącą od Odolan w kierunku północnym przecinając ul. Połczyńską, Górczewską i Powązkowską do stacji Warszawa Gdańska.

## Historia budowy
W 1874 r., przy okazji wydania koncesji (ustawą z dnia 22 lutego 1874) na budowę Kolei Nadwiślańskiej, władze państwowe zleciły Towarzystwu Akcyjnemu Kolei Nadwiślańskiej pociągnięcie bocznicy w celu połączenia przyszłej stacji Warszawa Nadwiślańska z dworcami lewego i prawego brzegu Wisły. Realizacji tego zadania podjął się Leopold Kronenberg kierujący pracami Towarzystwa.
Dnia 30 czerwca 1874 powołano Czasowy Zarząd Budowy Linii Obwodowej w Warszawie. Do zarządzania całością spraw technicznych wyznaczono naczelnego konstruktora, inż. Tadeusza Chrzanowskiego. Zakupu terenu pod budowę linii dokonano w latach 1875–1876. Napotykał on na duży opór właścicieli, gdyż zgodnie z ustawą wywłaszczeniową za wykupiony grunt płacono stawkę pięciokrotnie niższą od rzeczywistej wartości rynkowej. Jedynie tereny między Bródnem i Wisłą oraz obok Cytadeli i na Powązkach stanowiły własność wojskową i nie podlegały wywłaszczeniu. Mimo to koszt wykupu z uwagi na konieczność przesuwania i rozbiórki zabudowań okazał się znaczny.
W latach 1873–1875 w związku z budową trasy przeprowadzono przez rzekę most przy Cytadeli, którego budowę zlecono firmie Lilpop, Rau i Loewenstein. Dwupoziomową, kolejowo-drogową przeprawę, oddano do użytku 18 listopada 1875.
Prace przy całej trasie zakończono w 1876. W chwili otwarcia znajdowały się przy niej stacje i przystanki: Warszawa Obwodowa – na terenie stacji towarowej linii warszawsko-wiedeńskiej, która była zarazem linią przeładunkową, oraz na stacjach linii petersburskiej i terespolskiej. W latach 1877–1878 wybudowano odcinek za rogatką petersburską do stacji Praga Nadwiślańska i stację pasażerską w miejscu dzisiejszej stacji Warszawa Gdańska. Stacja otwarta na przełomie stycznia i lutego 1878 oraz nazwana „Warszawa Nadwiślańska” znajdowała się na terenach wojskowych w pobliżu Cytadeli, co ograniczało możliwość jej rozbudowy i nadawało jej drewnianej zabudowie tymczasowy charakter. Ulokowano tu główną stację pasażerską linii obwodowej i punkt przeładunkowy przeniesiony z linii warszawsko-wiedeńskiej.

## Przebieg
Kolej obwodowa stanowiła w chwili powstania połączenie dla szerokotorowych (standard kolei rosyjskiej) linii na Pradze: Kolej Warszawsko-Petersburska oraz Kolej Warszawsko-Terespolska z normalnotorową (standard europejski) koleją Warszawsko-Wiedeńską. Z linią Warszawsko-Wiedeńską połączenie powstało na stacji Warszawa-Towarowa (obecnie Warszawa Główna).
Linia zaczynała się od stacji towarowej kolei Warszawsko-Wiedeńskiej we wsi Czyste. W kierunku zachodnim ułożono 4400 m torów stacyjnych o szerokim rozstawie oraz tyle samo o normalnym rozstawie szyn. Ułożono 15 zwrotnic i rozjazdów. Linia przecinała następnie w kierunku północnym wieś Czyste, Wielką Wolę, oddzielała kolonię Koło od wsi Wola i omijała od północnego zachodu cmentarz Powązkowski. Dalej przechodziła koło baraków wojskowych, przecinała kanały miejskie obok rogatki powązkowskiej i biegła przez tereny Cytadeli. Linia przechodziła mostem przy Cytadeli na Wiśle i wchodziła na teren Nowej Pragi za fortem Śliwickiego. Tu przebiegała zygzakiem w kształcie dużej litery S, przecinała Bródno i docierała do linii petersburskiej przy szosie radzymińskiej w odległości 1,65 km od stacji. W tym miejscu powstały trzy rozgałęzienia linii: kierunek wschodni, biegnący wzdłuż linii petersburskiej, odcinek północno-wschodni, który dochodził do stacji pasażerskiej linii petersburskiej i odcinek w kierunku linii warszawsko-terespolskiej.
Pierwszy odcinek łączył się z linią Kolei Nadwiślańskiej w punkcie, który w 1883 został rozbudowany i zamieniony w stację Praga Towarowa (o ograniczonych kategoriach transportu). Stacja znajdowała się w osiedlu podmiejskim Marki. Drugi odcinek wchodził w torowisko stacji pasażerskiej linii petersburskiej. Długość linii obwodowej pomiędzy stacją towarową linii warszawsko-wiedeńskiej i stacją kolei warszawsko-petersburskiej wynosiła 12 km. Połączenie między liniami petersburską i terespolską wytyczono na terenach Targówka i Szmulowizny. Linia obwodowa (6,6 km) zataczała w tym miejscu łuk i dochodziła do linii terespolskiej w odległości 1,32 km od stacji.

## Nasyp linii
Linię zbudowano na wysokim nasypie wokół zabudowy miasta, mieszczącym dwie pary torów. Ułożono jeden tor o normalnym, a drugi o szerokim rozstawie szyn. Nasyp tworzył wał, który był elementem fortyfikacji Warszawy. W razie zagrożenia wojennego, była także możliwość wysłania na odpowiedni odcinek linii pociągu pancernego. Nasyp przecinał kilkanaście ulic o różnym natężeniu ruchu miejskiego. Wszystkie przejazdy budowano zasadniczo na poziomie jezdni, przy 18 skrzyżowaniach zbudowano domki dróżnicze oraz zainstalowano sygnały dźwiękowe i świetlne. Jedynie w 3 przypadkach zastosowano skrzyżowania bezkolizyjne. Wraz z rozwojem miasta sytuacja ta uległa powoli zmianie na rzecz budowy skrzyżowań bezkolizyjnych. W latach 1921–1923 podniesiono na nasyp tory kolejowe między stacjami Warszawa Gdańska a Warszawa Główna Towarowa umożliwiając w ten sposób przepuszczenie pod torami ulic Wolskiej, Górczewskiej, Opawskiej i Obozowej. Ruch otwarto w 1924. W 1929 oddano do użytku wiadukt nad ulicą Powązkowską. W 1937 zbudowano wiadukt nad torami w pobliżu Dworca Gdańskiego w ciągu ulicy Mickiewicza, zniszczony wkrótce po powstaniu warszawskim i odbudowany po wojnie. W 1959 wybudowano wiadukt nad torami w ciągu ówczesnej ulicy Marchlewskiego – jako części powstającej trasy N-S. Kolejne bezkolizyjne skrzyżowanie linii obwodowej z ruchem drogowym powstało w związku z oddaną do użytku w 1974 Wisłostradą przechodzącą pod mostem kolejowym na Wiśle.

## Problemy z eksploatacją
Po wybudowaniu trasy zaczęto odczuwać problemy wynikające z przyjętych założeń konstrukcyjnych. Ruch na całej trasie mógł odbywać się jedynie jednokierunkowo, na moście zaś wahadłowo. Na odcinku między stacjami Warszawa Nadwiślańska i Praga Nadwiślańska linia miała wspólne tory z linią nadwiślańską, po której kursowały puste składy pociągów podstawiane na stację. Przeładunek towarów odbywał się na stacji Warszawa Nadwiślańska, która z racji ulokowania na ograniczonej powierzchni okazała się mało wydajna.
Skomplikowana sytuacja powstała też w ruchu pasażerskim. Linia szerokotorowa kończyła się na dworcu towarowym linii warszawsko-wiedeńskiej i nie dochodziła do jej dworca pasażerskiego. Linia normalnotorowa nie dochodziła do dworca linii petersburskiej. Pasażerowie musieli się w związku z tym kilkakrotnie przesiadać.

## Inwestycje związane z linią
W związku z budową trasy przebudowano stacje towarowe linii z którymi łączyła się kolej obwodowa. W latach 1875–1880 unowocześniono kosztem 316 mln rubli stację towarową kolei warszawsko-wiedeńskiej (położono 30 km nowych torów i 99 rozjazdów).
W latach 80. XIX wieku wybudowano na linii bocznice i dodatkowe połączenia między istniejącymi torowiskami. Dodatkowy przystanek towarowy – punkt przeładunkowy, zwany Platformą Górczewską, wyznaczono na przecięciu się torów z ulicą Górczewską. Wskutek małego ruchu przystanek ten po roku zamknięto i nie przywrócono go w kolejnych latach, mimo że Wola zyskiwała zdecydowanie przemysłowy charakter i przenoszone tu zakłady mogły zapewnić roczny załadunek wielkości 98-100 tysięcy ton.
W związku z trasą powstał wspomniany most przy Cytadeli. Zgodnie z decyzją Ministerstwa Wojny zbudowano most pojedynczy, tzn. o jednym kierunku ruchu; tory zostały ułożone w ten sposób, że jedna szyna wchodziła w torowisko drugiej. Rozwiązanie takie ograniczało przepustowość linii. Z tego powodu w 1908 wybudowano tzw. Drugi Most Kolejowy (zwany też Czwartym Mostem). Był wybudowany tuż obok pierwszego (w zasadzie stanowiły jedność) i posiadał 2 tory kolejowe. Istniejące do dzisiaj wiadukty nad Zakroczymską i 11 Listopada pochodzą prawdopodobnie z tego okresu.

## Znaczenie gospodarcze
Do czasu ukończenia budowy linii średnicowej w 1933 było to jedyne połączenie kolejowe Pragi z Warszawą. Powstanie kolei obwodowej rozwiązało problem komunikacyjny połączenia trzech linii kolejowych, które schodziły się w Warszawie.
Budowa kolei obwodowej i mostu kolejowego pod Cytadelą miało duży wpływ na procesy uprzemysłowienia Pragi, umożliwiło bowiem dostarczanie do fabryk na prawym brzegu Wisły węgla oraz innych surowców z Zagłębia Dąbrowskiego. Praga posiadała jednocześnie więcej niż lewobrzeżna część miasta wolnych i tańszych terenów do budowy budynków i przeprowadzania bocznic kolejowych. Z linii korzystały również zakłady przemysłowe na lewym brzegu, doprowadzając do niej swoje bocznice. Na terenie Warszawy najdłuższe bocznice wybudowano do gazowni miejskiej na Czystem, do magazynów wojskowych na Stawkach i w 1903 r. do Elektrowni Warszawskiej.
Po powstaniu linii obwodowej kierowano na nią ponad 40% towarów przywożonych do Warszawy. Największy udział miała w tych przewozach linia nadwiślańska, co uwidaczniało się w ruchu między stacjami Praga Nadwiślańska i Warszawa Nadwiślańska. Na początku XX wieku powstało zjawisko cyrkulacji towarów na linii obwodowej wewnątrz miasta, przeznaczonych dla zakładów i magazynów położonych wzdłuż trasy. Linia obwodowa umożliwiła także powstanie wymiany towarowej na dużą skalę między okręgami przemysłowymi położonymi po lewej stronie Wisły a wschodnimi terenami Królestwa Polskiego.
Głównym surowcem dostarczanym do Warszawy liniami lewobrzeżnymi był węgiel (ponad 70% w grupie surowców) przywożony z Zagłębia Dąbrowskiego i Śląska.

## Współczesność
Peron 9 (do 19 grudnia 2021 peron 8) stacji Warszawa Zachodnia do 2012 roku był osobnym przystankiem osobowym o nazwie Warszawa Wola. Do remontu w 2018 roku obecny przystanek Warszawa Wola nosił nazwę Warszawa Kasprzaka, a Warszawa Młynów nosił nazwę Warszawa Koło. Współczesny przystanek Warszawa Koło powstał w tym samym roku.
W latach 2017–2018 przeprowadzono modernizację trasy kolei obwodowej, mającą zwiększyć jej dostępność, poprawić połączenie z innymi formami transportu miejskiego i usprawnić funkcjonowanie. Przy tej okazji powstał nowy przystanek Warszawa Koło, a w 2019 kolejny – Warszawa Powązki.